# Boliwia na Letnich Igrzyskach Olimpijskich 2004
Boliwia na XVIII Letnich Igrzyskach Olimpijskich w Atenach była reprezentowana przez 7 sportowców (3 kobiety i 4 mężczyzn). Najmłodszym zawodnikiem była Maria Jose de la Fuente. Miała 15 lat. Najstarszy zawodnik miał 30 lat (Katerine Monero).

## Wyniki reprezentantów

### Gimnastyka
Kobiety
- Maria Jose de la Fuente
  - Ćwiczenia wolne – 75. miejsce
  - Skok przez konia – 83. miejsce
  - ćwiczenia na poręczach – 76. miejsce
  - ćwiczenia na równoważni – 85. miejsce
  - Wielobój – 61. miejsce

### Lekkoatletyka
Mężczyźni
- Fadrique Iglesias
  - Bieg na 800 m – odpadł w eliminacjach

Kobiety
- Geovanna Irusta
  - Chód na 20 km – 41. miejsce

### Judo
Mężczyźni
- Juan Jose Paz
  - Waga do 60 kg – odpadł w rundzie grupowej

### Strzelectwo
Mężczyźni
- Rudolf Knijnenburg
  - Pistolet pneumatyczny 10 m – 47. miejsce

### Pływanie
Mężczyźni
- Mauricio Prudencio
  - 50 m stylem dowolnym – 58. miejsce

Kobiety
- Katerine Monero
  - 100 m stylem klasycznym – 41. miejsce